# Filamón
En la mitología griega, Filamón (en griego antiguo: Φιλάμμων) es hijo de Apolo y un excelente músico, que heredó su talento de su padre. Su madre había sido Filónide, hija de Deyoneo, que tuvo ayuntamiento el mismo día con Apolo y Hermes, de los que alumbró a Filamón y Autólico, respectivamente. Otros autores dicen que su madre fue Quíone, hija de Dedalión o Leucónoe, hija de Eósforo.
Filamón era un muchacho muy hermoso y se dice una de las ninfas del monte Parnaso, llamada Argíope, quedó encinta de él. Como Filamón no quiso aceptarla como esposa ni llevarla a su casa, Argíope comenzó a sentirse avergonzada de su embarazo y así decidió viajar hacia la costa, en donde dio a luz a Tamiris, que también destacó como músico. Otros dicen que de la musa Erato y de Filamón nació Tamiris.
Filamón aparece siempre vinculado a la música. Así se dice que estableció la tradición de los himnos que celebran los nacimientos de Ártemis y Apolo, escritos por él mismo, interpretados por coros de niñas en Delfos. Fue el segundo ganador del concurso de canto más antiguo de Delfos, después de Crisótemis y antes de su hijo Tamiris. Algunos le atribuyen la fundación de los misterios de Lerna. También se dice que participó en la expedición de los Argonautas.